# (31635) Anandarao
1999 GW31 (asteroide 31635) é um asteroide da cintura principal. Possui uma excentricidade de 0.01569630 e uma inclinação de 3.66183º.
Este asteroide foi descoberto no dia 7 de abril de 1999 por LINEAR em Socorro.